# Kagney Linn Karter
Kagney Linn Karter (Condado de Harris, Texas; 28 de marzo de 1987-Cleveland, Ohio; 15 de febrero de 2024) fue una actriz pornográfica estadounidense.

## Carrera
Linn Karter nació en el condado de Harris (Texas), y se crio en Saint Joseph (Misuri). Más tarde se mudó a California y siguió una carrera de actuación y canto, hasta que se peleó con su mánager, cuando éste descubrió que ella había estado trabajando como bailarina erótica. Había empezado a bailar, cuando fue nombrada Showgirl del estado de Misuri, en 2007 por la empresa Déjà Vu. Mientras continuó bailando en California, finalmente incursionó como modelo, llegando a firmar posteriormente con la agencia LA Direct Models, donde posó en sesiones para la fotógrafa erótica Holly Randall. Ingresó a la industria del cine pornográfico en 2008, protagonizando una escena heterosexual para la productora de internet Naughty America.
Linn Karter fue elegida Pet Of The Month por la revista Penthouse en el mes de junio de 2009, y apareció en las portadas de las revistas Hustler, en abril de 2009, y Adult Video News, en junio de 2009. También apareció en la portada del libro de fotografías de Holly Randall, Erotic Dream Girls, publicado en octubre de 2009.
En enero de 2010 firmó un contrato exclusivo con la productora Zero Tolerance. Su primera película con dicha productora fue grabada en Los Ángeles, California, en colaboración de Julia Ann.
En 2018 lanza su primer disco titulado The Crossover - EP bajo el nombre artístico de Kagney Necessary.

## Muerte
El 19 de febrero de 2024, TMZ anunció su muerte, atribuyéndola a un suicidio, Tenía 36 años de edad. Su cuerpo fue encontrado en su domicilio en Cleveland, en el estado de Ohio. Las pesquisas forenses confirmaron que su muerte se produjo cuatro días antes, el 15 de febrero.
En 2025 fue incluida de manera póstuma en el Salón de la fama de AVN.

## Premios
- 2010 – Premio AVN – Best New Starlet[12]
- 2010 – Premio AVN – Best POV Sex Scene – Pound the Round POV[12]
- 2010 – Premios XBIZ – New Starlet of the Year[13]
- 2010 – Premio XRCO – New Starlet[14]
- 2011 – Premio PornstarGlobal – 5 Star Award[15]